# Cleaveius thapari
Cleaveius thapari is een soort in de taxonomische indeling van de Acanthocephala (haakwormen). De worm wordt meestal 1 tot 2 cm lang. Ze komen algemeen voor in het maag-darmstelsel van ongewervelden, vissen, amfibieën, vogels en zoogdieren.
De haakworm komt uit het geslacht Cleaveius en behoort tot de familie Rhadinorhynchidae. Cleaveius thapari werd in 1980 beschreven door S. P. Gupta & M. Naqvi.